# Novolenínskoie
Novolenínskoie - Новоленинское (rus) - és un poble de l'óblast de Bélgorod, a Rússia. El 2010 tenia 63 habitants. Pertany al districte (raion) de Rakítnoie.